# Fondation du Dr Julien
La Fondation du Dr Julien a été mise sur pied par Gilles Julien, un pédiatre québécois ayant pratiqué dans plusieurs régions au Canada ; elle a pour but de supporter financièrement la pratique et le développement de la pédiatrie sociale en communauté pour permettre aux enfants de se développer dans un environnement sain, dans le respect de la Convention relative aux droits de l'enfant. Chaque année, la fondation organise La Guignolée du Dr Julien, une collecte de fonds d'envergure dans la métropole de Montréal. En décembre 2014, cette activité de financement a permis d'amasser environ 842 000 dollars en une seule journée, et ce pour le profit des enfants défavorisés de la communauté, particulièrement dans les quartiers de Hochelaga-Maisonneuve et de Côte-des-Neiges.

## Histoire
Depuis 2005, les deux premiers centres de pédiatrie sociale de la Fondation du Dr Julien, le centre d'Assistance d'enfants en difficulté (AED) dans Hochelaga-Maisonneuve et le Centre de services préventifs à l'enfance (CSPE) dans le milieu multi-ethnique de Côte-des-Neiges, sont reconnus par l'Université McGill et l'Université de Montréal comme étant des centres d'expertise et de formation universitaire.
De nombreuses crises de gestion ont ébranlé la Fondation (de 2019 à 2024) : harcèlement, intimidation et mauvais traitements des employés. Les controverses sont nombreuses et le soutien populaire s’en retrouve fragilisé. Des soupçons de mauvaises gestion financière (non redistribution aux 45 centres) sont également récurrents alors que le ministère de la famille a accordé près de 58M sur 4 ans en 2023.

## Centres de pédiatrie sociale
La Fondation du Dr Julien a trois centres de pédiatrie sociale en communauté à Montréal, deux dans Hochelaga-Maisonneuve et un dans Côte-des-Neiges. Les 45 autres centres sont situés partout dans le Québec :
- le centre d'Assistance d'enfants en difficulté (AED) ;
- le Garage à musique (GAM) ;
- le Centre de services préventifs à l'enfance (CSPE);
- le Centre de pédiatrie sociale en communauté en Outaouais (Vieux Gatineau) fondé en 2009[6].
- le Centre de pédiatrie sociale en communauté Les petits renards (Verdun) fondé en 2011[7].
- le Centre de pédiatrie sociale en communauté Les petits bonheur (Drummondville) fondé le 29 août 2013[8].
- Centre de pédiatrie sociale en communauté Main dans la Main à Cowansville fondé en 2015[9].
- le Centre de pédiatrie sociale en communauté le Tandem à Magog fondé le 2 octobre 2017[10].
- le Centre de pédiatrie sociale en communauté de la Haute-Yamaska fondé en 2018[11].
- le Centre de pédiatrie sociale en communauté Antoine-Lebelle (Rivière rouge) est officiellement certifié par la Fondation Dr Julien le 25 octobre 2019[12].
- le Centre de pédiatrie sociale en communauté le Tandem à Stanstead ouvre ses portes le 15 janvier 2020[13].
- le Centre de pédiatrie sociale en communauté au coin de ma rue Rivière du Nord fondé en 2022[14].